# Takao Shigeru
Takao Shigeru (高尾 滋 Shigeru Takao?) es una mangaka shōjo de origen japonés, nacida en Saitama (Japón), reconocida por obras como Dear Mine, Teru Teru X Shonen o Golden Days, última que publicó en 2005 en la revista shōjo Hana to Yume, y la cual contó con ocho tankōbon.

## Trabajos
- Dear Mine
- Issho ni Neyou yo
- Ningyoushibai
- Slop Mansion ni Okaeri
- Teru Teru X Shonen
- Golden Days
- Madame Petit